# 制止恐怖主义爆炸的国际公约
制止恐怖主义爆炸的国际公约（英語：International Convention for the Suppression of Terrorist Bombings），是1997年联合国制订的国际公约。公约订于瑞士日内瓦，于2001年5月23日生效，保存人是联合国秘书长。

## 背景
各缔约国回顾《联合国宪章》、联大第49/60号决议所附《消除国际恐怖主义措施宣言》；深切关注世界各地一切形式和表现的恐怖主义行为不断升级；注意到以爆炸装置或其他致死装置进行的恐怖主义袭击日益普遍；深信迫切需要在各国之间发展国际合作，制定和采取有效切实措施，以防止这种恐怖主义行为，并对犯有此种行为者予以起诉和惩罚。为此各缔约国制订本公约各条款。

## 内容
公约所称犯罪是指任何人非法故意在公共场所、国家或政府设施、公共交通系统或基础设施，或是向或针对它们投掷、放置、发射或引爆爆炸性或其他致死装置；故意致人死亡或重伤，或故意对它们造成巨大损毁从而（可能）带来重大经济损失。试图实施上述罪行或成为其共犯、组织指使行为也构成犯罪。公约对缔约国国内立法、管辖权、起诉引渡等也作了规定。